# HMS Astraea (1893)
Pour les autres navires du même nom, voir HMS Astraea.
Le HMS Astraea est un croiseur de classe Astraea (en) de la Royal Navy.

## Histoire
L’Astraea sert dans la mer Méditerranée début 1900 sous le commandement du capitaine Alfred Paget et est en Chine l'année suivante sous le commandement du capitaine Casper Joseph Baker. Il quitte Hong Kong le 27 mars 1902, pour retournant au Royaume-Uni, arrivant à Singapour le 2 avril, Colombo le 10 avril, Suez le 27 avril, Malte le 2 mai et à Plymouth le 14 mai, après avoir convoyé le destroyer Skate dans la Méditerranée. Il arrive à Chatham le 12 juin 1902 et est placée dans la division B de la réserve de la flotte.
Il est de nouveau envoyé à la China Station en 1906, suivie d'une période à Colombo entre 1908 et 1911. Il retourne en Grande-Bretagne en janvier 1912, où il est réaménagé pour reprendre du service. Il est remis en service dans le Nore en juin 1912 et rejoint la troisième flotte. En avril 1913, il est réaffecté dans la station du cap de Bonne-Espérance. Il sert au large de l'Afrique de l'Est à Zanzibar lorsque la Première Guerre mondiale éclate, son escadre est initialement chargée de protéger les navires de l'Empire britannique voyageant sur les routes commerciales le long d'une côte africaine. Le 8 août 1914, en compagnie du Pegasus, l’Astraea bombarde Dar es Salam, ville de l'Afrique orientale allemande. Les canons de l’Astraea détruisent une station de radio. Craignant un débarquement imminent, les autorités allemandes sabordent leur quai flottant pour bloquer le port. Cela eut pour effet ultérieur d'empêcher le croiseur allemand SMS Königsberg de pouvoir retourner au port. L’Astraea sera plus tard l'un des navires affectés à la chasse et au blocus du Königsberg dans le delta du Rufiji.
En mai 1915, l’Astraea devient le navire de l'officier supérieur de marine chargé de soutenir l'invasion du Cameroun, remplaçant le croiseur Challenger dans le rôle.
Peu de temps après la signature de l'armistice, l’Astraea est ancrée dans la baie de la Table. Il retourne au Royaume-Uni et est mis en réserve en juillet 1919. Il est vendu le 1er juillet 1920 aux démolisseurs de navires Castle, mais est ensuite revendu et démoli en Allemagne en 1920.